# 小塔海螄螺
小塔海螄螺（学名：Epitonium bellicosum）为海螄螺科海螄螺屬下的一个种。